# ديت لارسن
ديت لارسن هي مدربة كرة قدم ولاعبة كرة قدم دنماركية، ولدت في 24 أبريل 1983 في الدنمارك في مملكة الدنمارك. شاركت مع منتخب الدنمارك لكرة القدم للسيدات. أما مع النوادي، فقد لعبت مع نادي بروندبي.